# Bus de quartier
Un bus de quartier (buurtbus en néerlandais) est un service de transport local qui est généralement issu d'une initiative citoyenne pour combler les lacunes des transports publics locaux. Les véhicules utilisés sont également appelés « bus de quartier ».
Originaires des Pays-Bas, où le concept voit le jour en 1977 sous le nom de buurtbus, les bus de quartier sont testés pour la première fois en Allemagne dans les années 1980 dans des communes de Rhénanie-du-Nord-Westphalie. Des minibus sont utilisés à cet effet. À partir du milieu des années 1990, des associations de bus de quartier sont créées dans plusieurs villes et municipalités allemandes complétant les transports publics tant dans l'espace que dans le temps. En Suisse, des bus de quartier desservent les régions rurales en remplacement des lignes de car postal peu fréquentées.

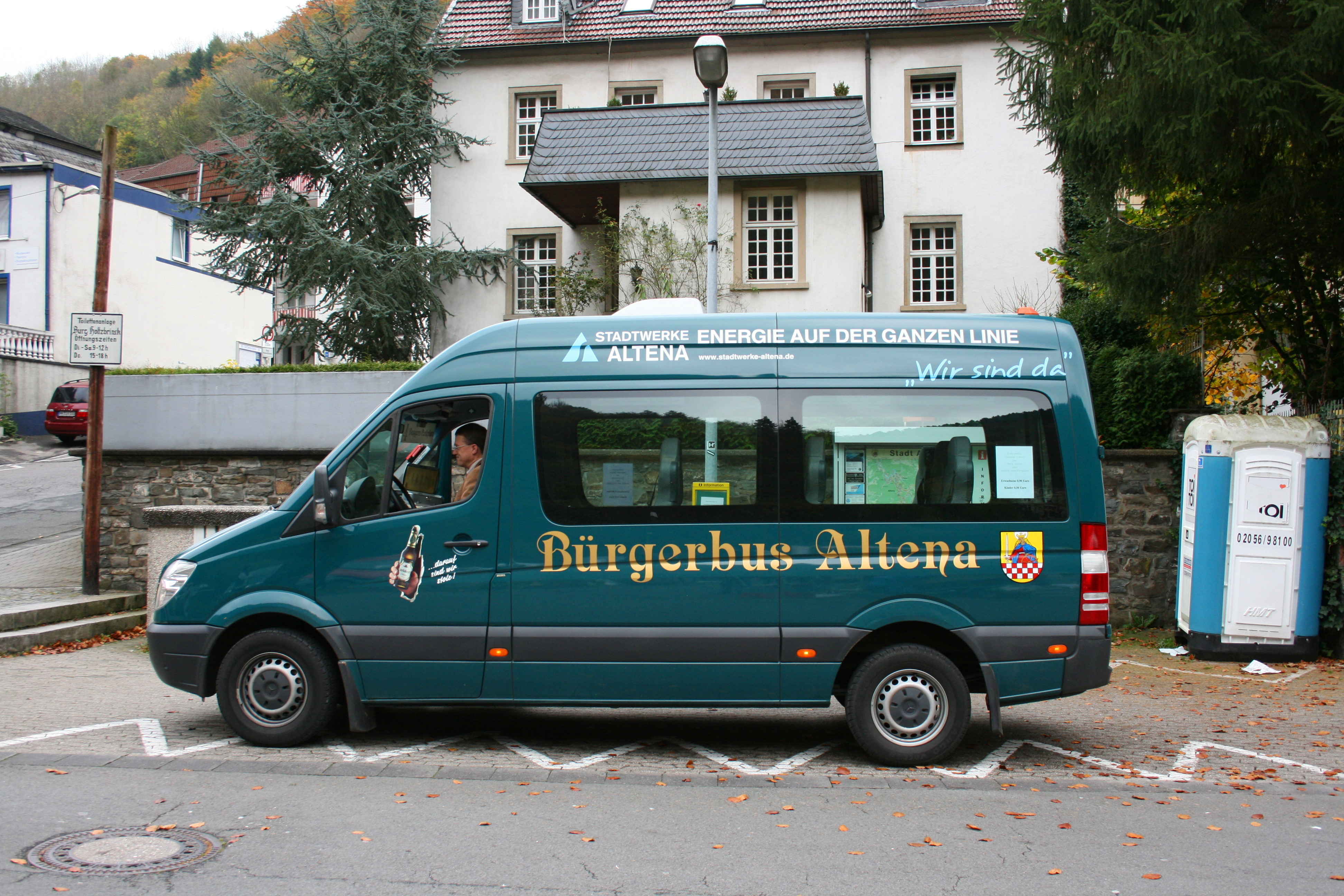
Bus de quartier Altena en Rhénanie-du-Nord-Westphalie.

## Fonctionnement
Les associations de bus de quartier travaillent bénévolement et financent leurs services grâce aux recettes, aux cotisations des membres, aux dons et, dans certains cas, aux subventions municipales. Ils peuvent être exploités à la fois en service régulier selon un horaire fixe et à la demande,, comme bus qu'on réserve. Selon leur conception, ils sont soumis aux règles des transports publics locaux (transports soumis à autorisation en vertu de la loi allemande sur le transport de passagers PBefG). En cas d'exploitation, selon la PBefG, des contrats appropriés sont conclus entre l'autorité de transport public, l'entreprise de transport autorisée et une association de bus de quartier. Les mêmes exigences s'appliquent à l'exploitation que dans les transports publics réguliers. Les aspects tels que l'obligation tarifaire, l'obligation de transport, l'obligation d'exploitation, etc. doivent être respectés ou garantis. Si l'opération est effectuée sans autorisation, aucun contrat n'est nécessaire, il n'y a que des conditions concernant la taille maximale du véhicule et la perception des tarifs. L'association de bus de quartier fournit le personnel de conduite, qui travaille gratuitement, et assure la formation des conducteurs.
Les véhicules sont dans la plupart des cas des minibus comportant jusqu'à huit sièges passagers. En dessous de la limite de huit sièges passagers (soit un total de neuf sièges si on inclut le conducteur), il est donc possible de contourner l'obligation pour les conducteurs d'obtenir un permis de conduire des bus. Toutefois, dans le cas d'une exploitation nécessitant une autorisation, tous les conducteurs doivent être titulaires d'une licence de transport de passagers (permis de conduire allemand de classe D1 ; pour l'exploitation ne nécessitant pas d'autorisation, l'acquisition est simplement recommandée). Un autre avantage des minibus est leur maniabilité, de sorte qu'ils peuvent être utilisés sur des itinéraires où les véhicules plus grands (plus de neuf places) ne peuvent pas circuler. S'ils sont utilisés, ils ne peuvent l'être que conformément au PBefG.
La plupart des bus de citoyens opèrent dans des zones peu densément peuplées, où la rentabilité du transport privé n'est pas assurée. Ainsi, ces associations reprennent les tâches dévolues aux lignes de bus urbaines ou locales. La qualité du service peut inclure toutes les variantes de l'exploitation des bus. Cela peut aller des lignes de bus à la demande aux services à cadencement. De nombreuses associations ciblent fortement un groupe. Par exemple, certaines associations de bus de quartier ciblent spécifiquement les amateurs de discothèques et leur proposent des services de soirée et de nuit. D'autres associations de bus de citoyens s'adressent spécifiquement aux personnes âgées. Ces derniers utilisent des véhicules adaptés et dotés d'une technologie de plancher surbaissé (par exemple, les véhicules normalisés basés sur le VW T5). Ceux-ci permettent une entrée sans obstacle.
Certaines associations de bus de quartier (par exemple à Emsbüren, Linnich ou Schmallenberg) ont, en plus du service de transport local, la tâche de transporter les enfants des jardins d'enfants. Le ciblage de groupes particuliers ne peut toutefois avoir lieu qu'en dehors de l'exploitation soumise à autorisation, car les opérations soumises à autorisation ont une obligation de transport, dont personne ne peut être exclu.
Par rapport aux transports publics réguliers de passagers, les bus de quartier constituent un élargissement. Cela peut concerner les heures de fonctionnement, comme le transport de nuit, ou la zone de fonctionnement, comme dans les zones faiblement peuplées ou les liaisons transversales à faible demande. Il s'agit ici de mesures d'entraide au sein de la population. L'objectif à court terme de ces initiatives est de compléter et, en cas d'annulation de services, de maintenir le transport de passagers. L'objectif à long terme est, dans la mesure du possible, de transformer le service en un transport public régulier de passagers.

## France
En France, le terme est employé pour d'autres usages. Il peut désigner une ligne de transports en commun desservant un petit territoire (par exemple un arrondissement de Paris) ou un service social itinérant.

## Allemagne
Les exemples types de lignes de bus de quartier sont le buurtbussen (bus de quartier) néerlandais ainsi que des initiatives similaires en Grande-Bretagne, qui fonctionnent depuis 1977.
Le bus de quartier en Allemagne est lancé par le Ministère du Développement régional et urbain de Rhénanie-du-Nord-Westphalie en 1983, par le projet BürgerBus (« bus citoyen »). Ce système a pour but de créer une autre forme de service de transport public. Grâce à des subventions, les citoyens sont incités à fonder des associations de bus citoyens, qui offrent bénévolement des transports publics locaux au moyen de minibus. Les lignes directrices de financement prévoient des subventions pour l'achat de minibus jusqu'à huit sièges passagers et des subventions annuelles pour l'exploitation, à condition que l'exploitation réponde aux caractéristiques suivantes : pas de frais de personnel, tarifs bas, horaire fixe dans le service régulier et pas de concurrence avec les lignes existantes. Au départ, le financement est limité à cinq projets. Il s'agit de Heek/Legden (depuis le 2 mars 1985), Heimbach (depuis le 29 septembre 1986), Emmerich (depuis le 11 novembre 1986), Vreden (depuis le 7 février 1987) et Schalksmühle (depuis le 27 novembre 1988). Un sixième projet à Kalletal (depuis le 25 septembre 1989) est financé. En 1991, la limitation à cinq projets est levée.
Selon l'organisation Pro Bürgerbus NRW e.V., l'Allemagne compte 260 bus citoyens en service en novembre 2015. Plus de 110 d'entre elles se trouvent en Rhénanie-du-Nord-Westphalie et environ 60 en Basse-Saxe.

### Bade-Wurtemberg
Dans le Bade-Wurtemberg, le premier bus de quartier démarre en 2003 à Salach, dans le district de Göppingen. Depuis, sept lignes de bus de quartier sont en circulation dans le Land. En outre, depuis 2013, de premières tentatives ont été faites pour tester des bus de quartier électriques (e-bus de quartier). En septembre 2014, la fédération du Land (du Bade-Wurtemberg) des associations de bus de quartier a été fondée à Uhingen (en avril 2018 : 68 membres). Le Land a émis une directive de financement qui subventionne ou prend en charge les investissements et les licences de transport de passagers. Sascha Binder, membre du parlement du Land, a été élu premier président.

### Bavière
En Bavière, un bus de quartier circule à Chiemgau depuis 2003, reliant Prien am Chiemsee aux villes du district lacustre de Chiemgau, et un bus de quartier à Langenzenn depuis 2011. Depuis 2012, deux lignes de bus de quartier fonctionnent dans le district de Lichtenfels pour les villes de Burgkunstadt et Ebensfeld.

### Brandebourg
Depuis juillet 2004, des bus de quartier sont également en service dans le Brandebourg. La première association de bus de quartier "est-allemands" a été fondée à Gransee, suivie en septembre 2006 par le bus de quartier Hoher Fläming, qui relie la ville de Bad Belzig aux sièges de district de Wiesenburg/Mark et Niemegk, et comme troisième bus de quartier en décembre 2007 une ligne à Brieselang. Cette ligne relie entre eux Bredow, Zeestow et Brieselang. En 2010, le bus de quartier Lieberose/Oberspree et l'association de bus des citoyens Finsterwalde dans le district d'Elbe-Elster se sont ajoutés. L'association de bus de quartier Dallgow-Döberitz est devenu le 16 décembre 2013 le sixième bus de quartier dans le Land de Brandebourg.

### Hambourg
À Hambourg, un bus de quartier à réservation téléphonique fonctionne depuis le 3 mars 2020, spécifiquement pour la zone de Niendorf-Ost, au nord de Hambourg. Le bus de quartier Niendorf-Ost prend les passagers à leur porte et les transporte vers la destination de leur choix. Les passagers sont pris en charge dans la région de Niendorf-Ost. A Niendorf même, toutes les destinations sont desservies selon les souhaits des passagers. Vers Schnelsen, le bus de quartier ne dessert que les établissements médicaux. Le développement du projet a commencé en août 2019. Le bus de  quartier de Niendorf-Ost est un projet de l'association de citoyens Hoheluft-Grosslokstedt von 1896 e.V. La ville libre et hanséatique de Hambourg (quartier d'Eimsbüttel) a financé le développement du projet et soutient également l'opération en cours.

### Hesse
Dans la Hesse, des bus de quartier circulent à Kirchheim, Homberg (Efze), Espenau et Ringgau. C'est aussi prévu à Gladenbach et Herborn.

### Basse-Saxe

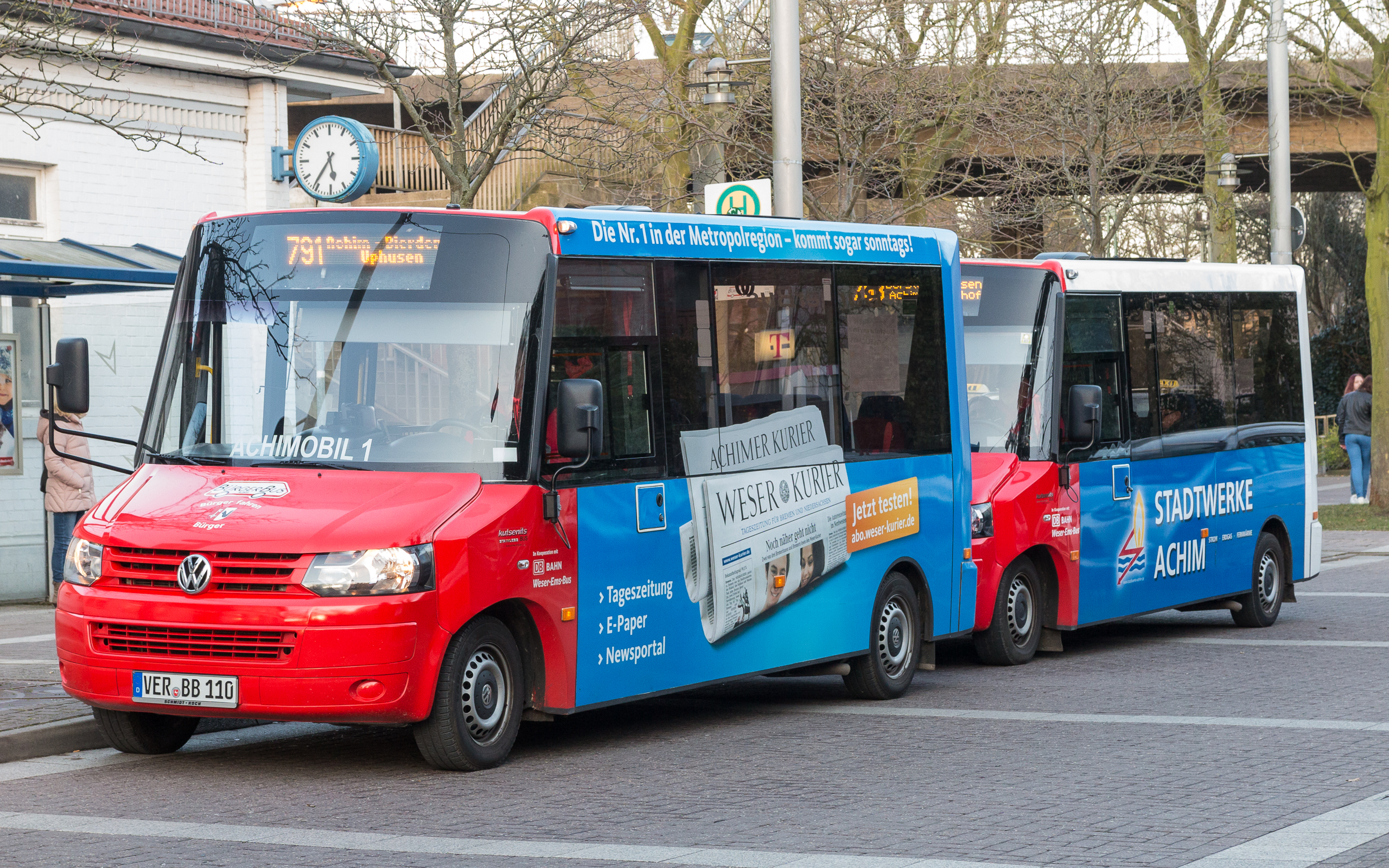
Bus de quartier Achimobil 1 et Achimobil 2 à la gare d'Achim.

Dans le Land de Basse-Saxe, environ 64 services de bus de quartier sont en place en mars 2020. Une vue d'ensemble actualisée et de nombreuses autres informations sont disponibles sur le site web de l'organisation Pro-BürgerBus-Niedersachsen.
Depuis 2001, les bus de quartier proposent également un horaire fixe et régulier dans la zone de l'Association des transports de Brême/Basse-Saxe (VBN) (en mars 2020 : 23 associations pour 53 lignes). En plus des bus de quartier de Weyhe et de Ganderkesee, ceux de Bassum, Syke et Butjadingen proposent depuis 2008 un service régulier à l'horaire dans la zone VBN. En octobre 2009, le bus de quartier Kirchlinteln a été ajouté, en avril, juin et novembre 2010 le bus de quartier de Sottrum, Westerstede et Grasberg/Worpswede. En 2011, les bus de quartier ont commencé à desservir les communes de Thedinghausen et Ottersberg et les villes de Wildeshausen et Achim. En décembre 2012, le bus de quartier a démarré à Rotenburg (Wümme), un an plus tard à Zeven, le 14 avril 2014 à Ritterhude et en juin et septembre 2014 à Rastede et Bad Zwischenahn. En 2015, le bus de quartier des communes de Gnarrenburg et Oyten a été mis en service le 3 septembre. Le 1er février 2017, le bus de quartier Edewecht a suivi. En raison de l'extension de la zone du réseau VBN, le bus de quartier Visselhövede, en service depuis décembre 2007, est également devenu un bus de quartier VBN officiel. Et en octobre 2019, le bus de quartier Stadland est entré en service.
Au total, 23 associations de bus de quartier opèrent dans la zone de l'Association des transports de Brême/Basse-Saxe (VBN). Chaque année, plus de 300 000 passagers utilisent les services des bus de quartier opérant dans la zone VBN.

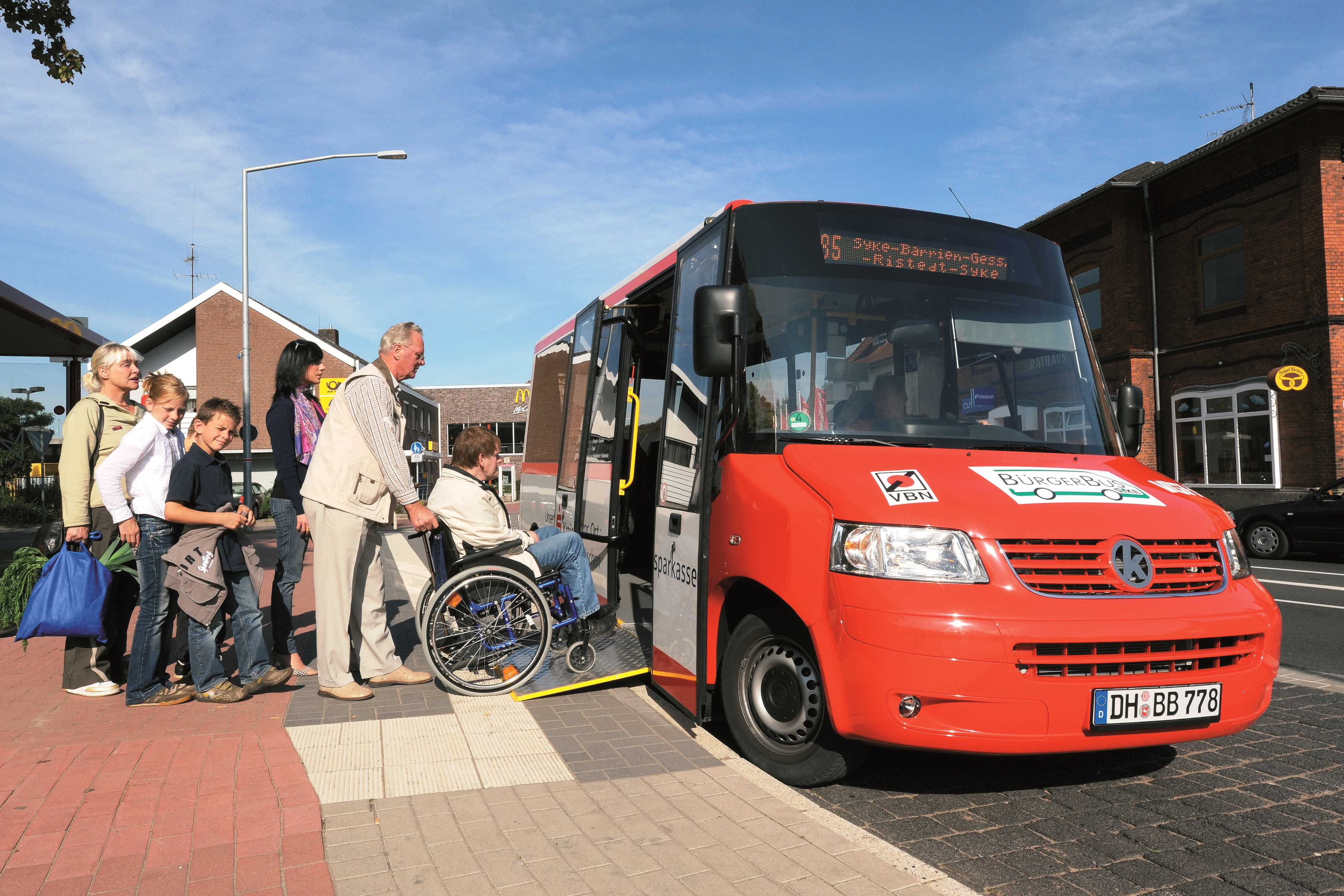
Minibus de quartier VBN.

La demande de passagers est particulièrement liée à la structure de l'habitat dans les zones d'exploitation. Parmi les bus de quartier VBN mentionnés ci-dessus, le nombre de passagers varie en conséquence entre 250 et 3 500 passagers par mois. Dans la zone VBN, seuls des véhicules à plancher bas sont utilisés, ce qui permet un accès confortable et sans obstacle. L'achat de ces véhicules spécialement conçus est subventionné, par exemple, par l'Association des transports de Brême/Basse-Saxe  à hauteur de 25 000 euros. Toutefois, ces fonds ne sont pas liés au véhicule, mais sont également disponibles pour d'autres postes de dépenses. En outre, la société des transports en commun du Land de Basse-Saxe (LNVG) subventionne  le bus de quartier de Basse-Saxe. Pour les véhicules à moteur diesel, ce montant s'élève à un maximum de 79 500 euros.

### Rhénanie-du-Nord-Westphalie
Les bus de citoyens circulent en Rhénanie-du-Nord-Westphalie (NRW) depuis 1985. Par ses 118 associations en décembre 2018, ce Land abrite plus de la moitié des initiatives de bus de quartier existant en Allemagne. Le fait que NRW soit devenu un pionnier du concept de bus de quartier est dû à la mise en œuvre par le gouvernement du Land de NRW, qui a poursuivi l'adaptation du modèle Buurtbus des Pays-Bas voisins au cas spécifique de NRW. Le Land accorde des subventions de 40 000 euros pour l'achat de nouveaux bus communautaires, et verse même 55 000 euros pour les véhicules adaptés aux handicapés. Contrairement aux autres Länder, les associations de bus de quartier sont soutenues par des paiements annuels de 6 500 euros.
Dans la ville de Willich, deux bus de quartier sont en service. Un pour le district de Willich et un pour le quartier d'Anrath. Toutefois, pour des raisons juridiques, ils ne sont pas autorisés à relier leurs réseaux.
Südlohn assure le transport transfrontalier vers la commune néerlandaise Winterswijk les jours de semaine.

### Rhénanie-Palatinat
Au total, 78 bus de quartier fonctionnent en Rhénanie-Palatinat, notamment dans les endroits suivants : Eich, Daun, Bellheim, Verbandsgemeinde Leiningerland, Verbandsgemeinde Otterbach-Otterberg, Puderbach, Rheinböllen, Steinwenden, Wittlich-Land, Verbandsgemeinde Weilerbach, Baumholder, Hochspeyer, Herrstein, Bodenheim, Lingenfeld, Simmern, Rhein-Selz, Kirchen (Sieg), Büchenbeuren, Bieberntal (VG Simmern), Stromberg, Birkenfeld, Bobenheim-Roxheim, Horrweiler, Linz am Rhein, Vierthäler, Maxdorf, Traben-Trarbach, Arzfeld, Langenlonsheim, Saarburg, Nierstein, Wallhalben, Sprendlingen, Oberen Kyrbachtal, Guntersblum, Külz, Offstein, Kastellaun, Kirchberg, Schopp, Weilerbach, Rodenbach, Freinsheim, Wörrstadt et dans la municipalité de Wörrstadt. Il y avait des projets de bus de citoyens à Monsheim, Vallendar, Finthen, Annweiler am Trifels, Rengsdorf-Waldbreitbach, Wernersberg et Ober-Olm.

### Saxe
En Saxe, un bus de quartier circule dans le Lommatzscher Pflege. Le bus de quartier de la commune d'Arzberg (district de Saxe du Nord) est en service depuis le 22 février 2017. Les bus de quartier d'Adorf, Bad Elster et Lengenfeld sont exploités par l'association communale "Bürgerbus Vogtland" depuis le 6 mars 2017,.

### Schleswig-Holstein
Dans le Schleswig-Holstein, des bus de quartier fonctionnent à Fehmarn et dans les districts de Berkenthin, Hüttener Berge, Kellinghusen, Lensahn et Sandesneben-Nusse, ainsi qu'à Bad Segeberg, Bornhöved, Brunsbüttel, Ladelund, Malente, Meldorf et dans la paroisse de Medelby (district de Schafflund) . Le bus de quartier de Sievershütten a été repris par Autokraft, l'association porteuse du projet a décidé de le dissoudre. Les bus de quartier de Fehmarn, Hüttener Berge, Ladelund, Lensahn, Malente, Meldorf et Brunsbüttel (Dithmarschen-Süd) entrent dans le cadre du transport public local et appliquent la loi fédérale allemande sur le transport de passagers (PBefG). L'association nah.sh, qui regroupe les acteurs du transport public dans le Land du Schleswig-Holstein, fournit des informations sur les bus de quartier à l'aide d'un guide. Dans le district de Dithmarschen, une directive a été publiée selon laquelle les bus de quartier qui fonctionnent sur la base de la loi sur le transport de passagers (PBefG) peuvent être subventionnés. Le nah.sh, l'association des acteurs des transports publics du Land de Schleswig-Holstein, fournit des informations sur les bus citoyens dans un guide. Dans le district de Dithmarschen, une directive a été émise selon laquelle les bus de citoyens qui fonctionnent sur la base de la loi sur le transport de passagers (PBefG) peuvent être subventionnés.

## Suisse
En réponse à la fermeture des arrêts locaux par la société BLS AG, le bus de quartier de Gondiswil-Huttwil a été fondé en 2004 dans le Canton de Bern, et relie les communes à la fréquence horaire. Un total de 11 906 passagers ont utilisé le bus en 2010 après la fermeture de l'unique arrêt ferroviaire de Gondiswil-Huttwil. Le taux de couverture des coûts est supérieur à 20 %, les coûts supplémentaires sont supportés par les communes de Gondiswil et Huttwil ainsi que par la société locale FLYER AG (ancien nom : Biketec AG).
Dans le canton de Zurich, l'association "Erlibus e. V." a été fondée en septembre 2007 dans la commune d'Erlenbach. Depuis lors, en plus du service régulier de la société de transport public Zürcher Oberland, elle exploite un système de bus de nuit entre la gare de la commune et les résidences de ses membres du lundi au samedi de 21h00 à 0h30. Les passagers qui souhaitent utiliser ce système doivent devenir membres de l'association, et peuvent alors utiliser le bus gratuitement. L'association compte actuellement un total d'environ 200 membres qui effectuent un total d'environ 3 000 voyages par an. La moitié du système de bus est financée par les cotisations des membres, l'autre moitié par la municipalité d'Erlenbach.

## Autriche
Selon un dépliant du Land de Salzbourg, les bus de quartier sont considérés comme une "solution de coopération librement consentie pour le transport micro-public". L'incertitude juridique demeure pour les bus de quartier. Le modèle consiste en un partenariat contractuel entre une société concessionnaire et l'"association de bus de quartier", qui prend en charge l'organisation et l'emploi de bénévoles. Jusqu'à présent, aucun bus de quartier ne fonctionne en service régulier ; ils sont organisés comme des services de transport pour les personnes handicapées et s'adressent principalement à des groupes cibles sélectionnés.